# Галарина
Галарина — картина Сальвадора Дали, написанная в 1945 году. Хранится в коллекции Театра-музея Дали в Фигерасе.

## Описание картины
В каталоге к выставке, проходившей с 20 ноября по 29 декабря 1945 года в галерее Бину в Нью-Йорке, Дали поясняет:
Я начал писать эту картину в 1944 году и работал над ней полгода, по три часа в день. Я назвал её «Галарина», потому что Гала для меня то же, чем Форнарина была для Рафаэля. И, совершенно непредумышленно, здесь перед нами снова появляется... хлеб! При внимательном и детальном рассмотрении станет ясно, что скрещенные руки Гала похожи на переплетенные прутья корзины для хлеба, а её грудь — на горбушку хлеба. Я уже писал Гала с двумя бараньими отбивными на плече, выражая своё подсознательное желание проглотить её. То был период чистейшего разгула фантазии. Теперь же, когда Гала поднялась на самую высшую ступень в геральдической иерархии моего достоинства, она стала для меня корзинкой с хлебом